# Saint Sébastien (Reni, Madrid)
Pour les articles homonymes, voir Saint Sébastien (homonymie).
Saint Sébastien est un tableau réalisé par le peintre italien Guido Reni vers 1619. Cette huile sur toile est une peinture religieuse qui représente le martyre de Sébastien. Figuré en clair-obscur, le jeune Romain est debout le torse nu, les mains sans doute liées dans son dos. Son flanc déjà percé d'une flèche, il lève les yeux vers le Ciel.
L'œuvre est conservée au musée du Prado, à Madrid, en Espagne. Il en existe une réplique à la Dulwich Picture Gallery, à Londres, au Royaume-Uni, mais aussi au musée du Louvre, à Paris, en France. D'autres versions se trouvent par ailleurs à Porto Rico et en Nouvelle-Zélande.

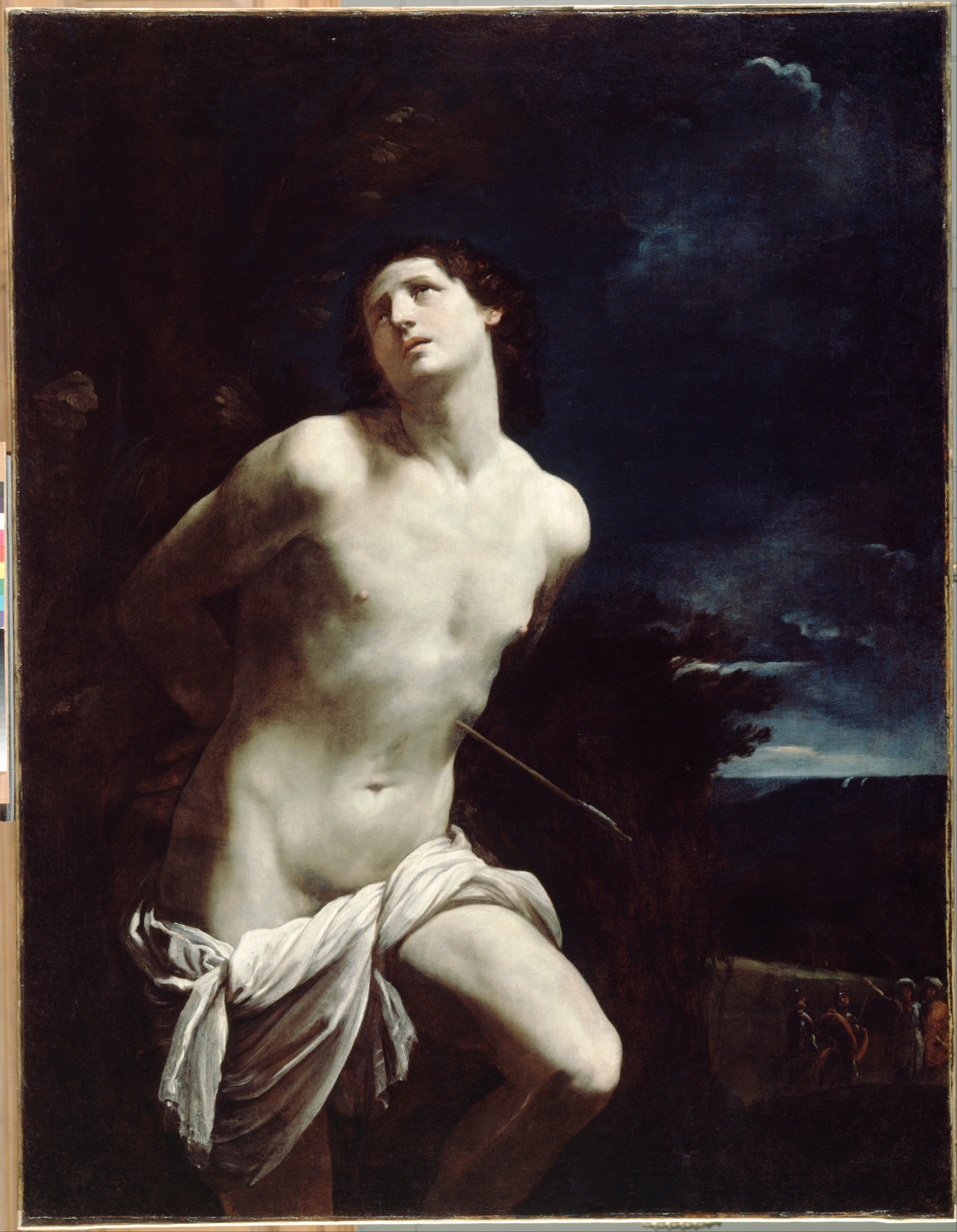
Dulwich Picture Gallery, Londres.
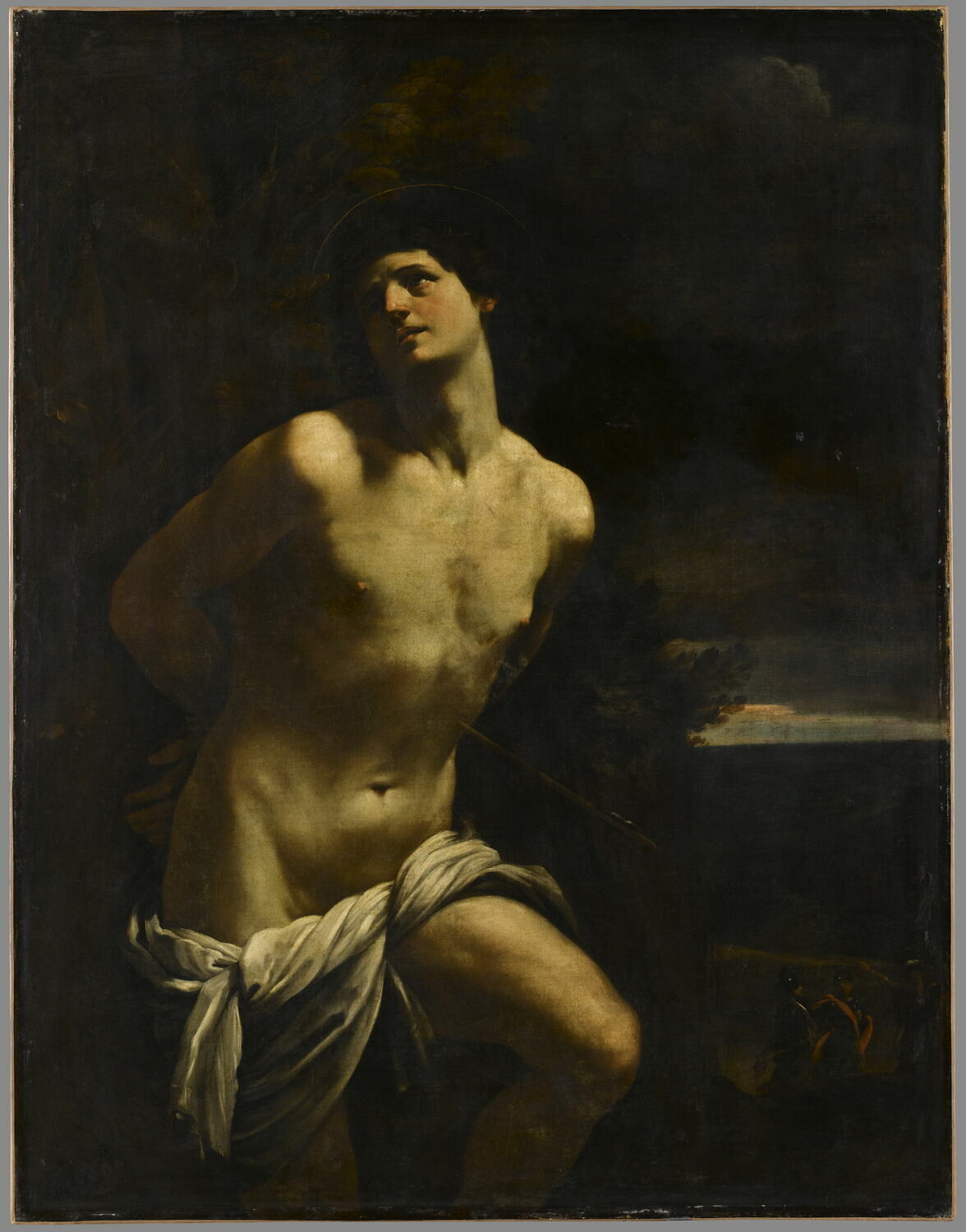
Musée du Louvre, Paris.